# کارل گوران اوبرگ
کارل گوران اوبرگ (انگلیسی: Carl-Göran Öberg؛ زادهٔ ۲۴ december ۱۹۳۸ (۸۶ سال)) بازیکن هاکی روی یخ اهل سوئد است.